# Plechy
Plechy (německy Plötsch) je část obce Nový Malín v okrese Šumperk. Nachází se na západě Nového Malína. V roce 2009 zde bylo evidováno 69 adres. V roce 2001 zde trvale žilo 199 obyvatel.
Plechy leží v katastrálním území Nový Malín o výměře 19,64 km2.

## Název
Původní jméno vesnice je starobylé, jeho nejstarší podoba byla buď Pletčě (v ženském rodě) nebo Pleteč (v mužském rodě), oba tvary byly odvozeny od osobního jména Pletek (jeho základem bylo sloveso plésti) a znamenaly buď "Pletkova ves" nebo "Pletkův majetek". Hláskovými změnami a vyrovnáním pádových tvarů vznikl nový tvar Pleče, který je v nejstarším (německém) dokladu z roku 1626 v podobě Pletsch.  V němčině se vedle Pletsch užívala i podoba Plötsch. (České) jméno Pleče nesla vesnice ještě v roce 1924, podoba Plechy je moderní úřední novotvar.

## Historie
Vesnice vznikla krátce před rokem 1626. Plechy byly do 1. ledna 1973 součástí obce Dolní Studénky, kdy byly připojeny k obci Nový Malín.